# Nanohammus yunnana
Nanohammus yunnana är en skalbaggsart som beskrevs av Wang och Fernando Chiang 2000. Nanohammus yunnana ingår i släktet Nanohammus och familjen långhorningar. Inga underarter finns listade i Catalogue of Life.